# Catherine Doherty
Catherine Doherty CM, eigentlich: Ekaterina Fyodorovna Kolyschkine de Hueck Doherty (russisch Екатерина Федоровна Колышкина-Дохерти; * 15. August 1896 in Nischni Nowgorod, Russisches Kaiserreich; † 14. Dezember 1985 im kanadischen Combermere) war die Gründerin eines Laienapostolats in der römisch-katholischen Kirche, Schriftstellerin und Vortragsreisende. Das von ihr gegründete Madonna House Apostolate setzt sich für soziale Gerechtigkeit ein.

## Leben
Catherine Doherty wurde als Ekaterina Fyodorovna Kolyschkine (Екатерина Фёдоровна Колышкина) in Nishni Nowgorod im damaligen Russischen Reich geboren. Ihre Eltern, Fyodor und Emma Thomson Kolyschkine, gehörten zum niederen Adel und waren fromme orthodoxe Christen, die ihre Kinder am 15. September 1896 in Sankt Petersburg taufen ließen. Ihre Schulbildung erhielt sie im Ausland, wohin ihr Vater von der Regierung entsandt worden war. In Alexandria besuchte sie eine katholische Schule. 1910 kehrte die Familie nach Sankt Petersburg zurück, wo Ekaterina in die bekannte Prinzessin-Obolensky-Akademie aufgenommen wurde. 1912, im Alter von 15 Jahren, heiratete sie ihren Cousin ersten Grades, Boris de Hueck (1889–1947).
Beim Ausbruch des Ersten Weltkrieges wurde Catherine de Hueck Krankenpflegerin beim Roten Kreuz an der Front. Als sie nach St. Petersburg zurückkehrte, entkam sie mit ihrem Mann nur knapp den Wirren der Russischen Revolution und wäre als Flüchtling in Finnland beinahe verhungert. Gemeinsam reiste das Paar nach England, wo sie am 27. November 1919 zur katholischen Kirche übertraten.
Bald darauf emigrierten sie nach Kanada, wo in Toronto 1921 das einzige Kind, George, geboren wurde. Um zu überleben, nahmen sie die unterschiedlichsten Tätigkeiten an. Unter anderem reiste sie durch die Vereinigten Staaten und hielt Reden im Rahmen der Chautauquabewegung.

### Friendship House
Nach einiger Zeit war die Familie wieder wohlhabend. Dennoch fühlte sich Catherine unzufrieden. Ihr Sehnen konnte mit materiellen Dingen nicht befriedigt werden. Ihre Ehe war zerrüttet und Catherine begann einen Ruf zu verspüren, den sie jedes Mal deutlich fühlte, wenn sie ihre Bibel aufschlug. Jedes Mal las sie: „Wenn du vollkommen sein willst, geh, verkauf deinen Besitz und gib das Geld den Armen; so wirst du einen bleibenden Schatz im Himmel haben; dann komm und folge mir nach“(Mt 19,21 ). Sie zog mehrere Priester und den Bischof ins Vertrauen und begann daraufhin ihr Apostolat.
1932 veräußerte sie all ihren Besitz, begann unter den Armen von Toronto zu leben und gründete das Friendship House mit einer Suppenküche. Sie verteilte Essen, obwohl sie selbst kaum etwas hatte, und vermittelte auch katholische Bildung und Gemeinschaft. Aufgrund ihrer Herkunft und der Art ihrer Arbeit wurde sie als Kommunistin eingeschätzt; das Friendship House in Toronto musste 1936 aufgrund von öffentlichem Druck wieder schließen.
Catherine begab sich nach Europa und studierte ein Jahr lang die Tätigkeit der Katholischen Aktion. Bei ihrer Rückkehr gründete sie in 34 West 135th Street in Harlem ein neues Friendship House. Das Interracial Charity Center verteilte Güter an die Armen und organisierte Bildungsveranstaltungen und Diskussionen um die Verständigung zwischen den Rassen zu verbessern.
1943 erwirkte sie eine Aufhebung ihrer Ehe, weil in der katholischen Kirche die Ehe zwischen Cousins ein Ehehindernis darstellt und die Ehe daher als nicht gültig geschlossen galt. Später heiratete sie Edward Doherty, einen Journalisten, der sie bei einer Reportage kennengelernt hatte.

### Madonna House
Unter anderem aufgrund dieser Eheschließung ergaben sich Konflikte mit Mitarbeitern des Friendship Houses. Weil diese Streitigkeiten nicht beigelegt werden konnten, zog das Paar nach Combermere in der kanadischen Provinz Ontario. Am 17. Mai 1947 benannten sie ihr neues Apostolat Madonna House. Daraus entstand eine Organisation, die im Jahr 2000 mehr als 200 Mitarbeiter und 125 assoziierte Priester, Diakone und Bischöfe zählte und 22 missionarische Gründungen in der ganzen Welt hatte.

### Tod
Catherine de Hueck Doherty starb am 14. Dezember 1985 in Combermere im Alter von 89 Jahren. Im Jahr 2000 begann man mit der Zusammenstellung von Unterlagen, die der Vorbereitung eines Seligsprechungsprozesses dienen sollen. Mit Reskript vom 15. Dezember 2004 wurde das Nihil obstat für das Seligsprechungsverfahren erteilt.

## Spiritualität
Catherine Doherty sah das verborgene Leben in Nazareth als das Zentrum ihrer Berufung an.
Der Kern ihrer Spiritualität ist zusammengefasst in einem Auszug aus dem Evangelium, den sie „The Little Mandate“ nannte — Worte Jesu Christi, die sie als unmittelbar an sich gerichtet ansah und die ihr Leben bestimmten. Dieses Bekenntnis ist auch bekannt als „the Madonna House way of life“:

„Steh auf - geh! Verkaufe alles, was du hast. Gib es direkt, persönlich den Armen. Nimm mein Kreuz (ihr Kreuz) und folge mir, geh zu den Armen, sei arm, sei eins mit ihnen, eins mit mir.

Klein - sei immer klein! Sei einfach, arm, kindlich.

Predige das Evangelium mit deinem Leben - ohne Kompromiss! Höre auf den Geist. Er wird dich führen.

Erledige kleine Aufgaben überaus gut aus Liebe zu mir.

Liebe… liebe… liebe, ohne je den Preis zu berechnen.

Geh auf den Marktplatz und bleib bei mir. Bete, faste, Bete ohne Unterlass, faste.

Sei verborgen. Sei ein Licht bei den Füßen deiner Nachbarn. Geh ohne Angst in die Tiefe der Herzen der Menschen. Ich werde mit dir sein. Bete immer.

Ich werde deine Ruhestatt sein.“

Ein zentrales Thema in Catherine Dohertys Spiritualität ist die „Pflicht des Augenblicks“

„Die Pflicht des Augenblicks ist das, was du zu jeder Zeit, die dir gegebenen ist, tun solltest, an welchen Ort auch immer Gott dich gestellt hat. Es mag sein, dass Christus dir nicht in Gestalt eines Obdachlosen an deiner Türe begegnet, aber vielleicht hast du ein kleines Kind. Wenn du ein kleines Kind hast, könnte die Pflicht des Augenblicks darin bestgehen, seine Windel zu wechseln. Also tust du es. Aber wechsle nicht nur die Windel, sondern wechsle sie nach bestem Vermögen, mit großer Liebe zu Gott und für das Kind… Es gibt alle möglichen Arten guten katholischen Tuns, aber welcher Art auch es immer ist, musst du dir vergegenwärtigen, dass es eine Pflicht es Augenblicks gibt. Und sie muss getan werden, weil die Pflicht des Augenblicks die Pflicht ist, die Gott auferlegt.“

### Poustinia
Catherine Dohertys Werk Poustinia das 1975 erschien, entwickelte sich zum Bestseller. Eine Poustinia ist eine kleine, spärlich möblierte Unterkunft oder ein Raum, der für Gebet und Fasten reserviert ist. Gläubige können sich dort für einen Tag in die Stille zurückziehen.

## Ehrungen
- Russischer Orden des Heiligen Georg, für Heldenmut an der Front
- Russischer Orden der Heiligen Anna, für Aushalten im Dienst während eines Angriffs
- Pro Ecclesia et Pontifice, die päpstliche Auszeichnung durch Johannes XXIII. für „einzigartige und herausragende Arbeit für die Kirche und den Papst“ (exceptional and outstanding work for the Church and for the Pope), 1960.
- Member of the Order of Canada, „für lebenslangen Dienst an den Unterprivilegierten aus vielen Nationalitäten, sowohl in Kanada als auch im Ausland“. („for a lifetime of devoted services to the underprivileged of many nationalities, both in Canada and abroad“), 1976. Im Juli 2008 gab das Madonna House Apostolate den Order of Canada an Rideau Hall zurück, um symbolisch den Protest gegen die Aufnahme von Henry Morgentaler auszudrücken.[13]
- Dame des Order of Saint John of Jerusalem
- Jules Favre Foundation Award, Académie française
- Frau des Jahres der World Union of Catholic Women’s Organizations, Rom
- International Mark Twain Society
- Poverello Medal, Franciscan University of Steubenville